# Länsväg 174
Länsväg 174 går sträckan Dingle - Bovallstrand - Hunnebostrand - Kungshamn. Hela sträckan ligger i Bohuslän, i Sotenäs och Munkedals kommuner.

## Anslutningar
- Länsväg 165
- E6
- Länsväg 171

## Historia
Denna vägsträcka gavs ett skyltat nummer år 1985. Numret 174 flyttades då till denna väg efter att 1962-1985 använts för vägen Arvika–Töcksfors i Värmland.